# Deutscher Heimat-Bund
Der Deutsche Heimat-Bund war ein prodeutsches Parteienbündnis im Vorfeld der Abstimmung über das Saarstatut 1955. Er bestand aus der Christlich-Demokratischen Union Saar (CDU), der Demokratischen Partei Saar (DPS) und der Deutschen Sozialdemokratischen Partei (DSP).

## Vorgeschichte
Das am 23. Oktober 1954 von der deutschen und der französischen Regierung unterzeichnete Saarstatut sah die Unterstellung des Saarlandes unter einen Kommissar der Westeuropäischen Union vor. Dieser sollte das Land nach außen vertreten. Die saarländische Regierung sollte jedoch weiter für die inneren Angelegenheiten zuständig und die wirtschaftliche Anbindung an Frankreich erhalten bleiben.
Vor dem endgültigen Inkrafttreten sah das Saarstatut eine Volksabstimmung vor. Vor dieser kam es zu einem heftigen Abstimmungswahlkampf. Da das Saarstatut die Wiederherstellung der Meinungs- und Versammlungsrechte vorsah, konnten sich die pro-deutschen Parteien des Saarlandes zum Deutschen Heimat-Bund formieren. Dieser wurde am 3. September 1955 gegründet und bestand aus den drei Parteien Christlich-Demokratische Union Saar (CDU), der Demokratischen Partei Saar (DPS) und der Deutschen Sozialdemokratischen Partei (DSP).

## Gründungsmanifest
Das Gründungsmanifest des Deutsche Heimat-Bundes, unterzeichnet von den drei Parteivorsitzenden Hubert Ney (CDU), Heinrich Schneider (DPS) und Kurt Conrad (DSP), lautete:
„Der Deutsche Heimat-Bund gelobt:
- den Deutschen an der Saar entgegen allen inneren und äußeren Einflüssen am deutschen Vaterland festzuhalten,
- die deutsche Kultur an der Saar gegen alle Bestrebungen der Entfremdung zu verteidigen,
- gegen jede Verfälschung des wahren Volkswillen einzutreten,
- die deutsch-französischen Verständigung im Geiste der Wahrhaftigkeit durch eine gerechte Lösung der Saarfrage zu fördern,
- und als Deutsche mitzuarbeiten an der Vereinigung Europas auf Grundlage der Gleichberechtigung aller Völker.“[3]

## Wahlkampf und Abstimmung
Da sich unter den Parteien des Heimatbundes auch die CDU befand, ergab sich die paradoxe Situation, dass die Saar-CDU zum Ablehnen des Statuts aufrief, während CDU-Bundeskanzler Konrad Adenauer eine Zustimmung propagierte. Während des Wahlkampfes kam es zu schweren Auseinandersetzungen mit deutsch-nationalistischen Tönen sowie Angriffen auf Ministerpräsident Johannes Hoffmann („Der Dicke muss weg!“) und seine von ehemaligen Emigranten getragene Regierung, andererseits riskierten Neinsager Diffamierungen und Repressalien.
In der Volksabstimmung am 23. Oktober 1955 votierten 67,7 Prozent der abstimmenden saarländischen Bürger – bei einer Beteiligung von 96,6 Prozent (620.000 Teilnehmer) – gegen das Saarstatut.

## Weiterer Verlauf
Dieses Votum wurde als großer Erfolg des Heimatbundes und als Ausdruck des Willens zu einem Beitritt zur Bundesrepublik Deutschland angesehen. Dieser erfolgte schließlich zum 1. Januar 1957. Von Januar 1956 bis Juni 1957 stellten die drei Parteien des Heimat-Bundes schließlich die saarländische (Landes-)Regierung, das Kabinett Ney. Diese wurde auch „Heimatbundregierung“ genannt.
Die Parteien des nun ehemaligen Heimatbundes gingen anschließend jeweils Fusionen ein: Die CDU fusionierte mit der CVP zur CDU Saar, die DSP mit der SPS zur SPD Saarland und die DPS schloss sich als saarländischer Landesverband der FDP an.